# Ange Goudar
Pierre Ange Goudar, plus connu sous le nom d’Ange Goudar, né le 28 mars 1708 à Montpellier et mort après 1791, est un aventurier et littérateur français. 
Ami de Casanova qui le qualifie d' « homme d'esprit, maquereau, voleur au jeu, espion de police, faux témoin, fourbe, hardi et laid », il rencontre en 1761 à Londres une serveuse de brasserie, Sara, « âgée de seize ans et véritable prodige de beauté », dont il assure l'éducation et qu'il finit par épouser. Il parcourt alors toute l'Europe, exploitant avec talent les charmes de sa femme. Il parvient à en faire la maîtresse de Ferdinand Ier (roi des Deux-Siciles), qui le comble de faveurs avant de le chasser de Naples en 1773, sous la pression de son épouse, Marie-Caroline, sœur de la reine de France. Réfugié à Florence, il rencontre en octobre 1775 le marquis de Sade qui devient l'amant de Sara, qualifiant cette dernière « d'une des trois plus jolies femmes de Florence, l'emportant même sur les deux autres, tant par la beauté de sa figure que par la supériorité de sa taille et la culture de son esprit. »

## Biographie

### Montpellier (1708-1733)
Ange Goudar est le fils de Simon François Goudar, marchand dans le négoce de toile et inspecteur général des manufactures aux États de Languedoc. Alors qu'il a onze ans environ, il est placé, ainsi que ses frères, au collège royal de la Société de Jésus de Montpellier, dont il supporte mal les rigueurs.

### Paris (1733-1739)
L'absence de perspectives professionnelles dans sa région le conduit à aller à Paris pour y faire carrière – il aurait voulu reprendre la charge de son père, apprise au cours de ses tournées, mais les États de Languedoc en décident autrement. Goudar arrive dans la capitale dans le courant de l'automne 1733. Il y fréquente les tripots, les prostituées et les « demoiselles de l'opéra ».

### L'Italie (1739-1747)
En 1739, Goudar doit quitter Paris, probablement ruiné, et retourne à Montpellier toucher l'héritage de sa mère, qui lui servira à éponger ses dettes de jeu. Après cela, il part pour l'Italie, où il fait connaissance avec les salles de jeu de Turin et de Venise, avec les rouages du royaume de Naples, des opéras, des castrats… C'est à partir de ce moment, sans doute, en fréquentant les tripots italiens, et au contact des fripons et des femmes faciles, qu'Ange Goudar embrasse définitivement la carrière d'aventurier.
En 1746, il fait imprimer à Venise son deuxième ouvrage L'Aventurier français. La même année, alors qu'a lieu la guerre de Succession d'Autriche, il prend parti pour les Génois, alliés de la France, révoltés contre leur sénat qui collabore avec les Autrichiens. Il est à ce propos reçu en audience par le maréchal de Belle-Isle, mais celui-ci ne lui fait qu'une vague promesse. Il est possible qu'il s'agisse là d'une initiative personnelle de la part de Goudar, ce qui expliquerait pourquoi son ouvrage, Histoire générale de la république de Gênes, n'a jamais été publié.
Avant de quitter l'Italie, Goudar publie en 1746 L'Espion de Thamas Kouli-Kan dans les cours de l'Europe, ou Lettres et Mémoire de Pagi-Nassir-Bek, contenant diverses anecdotes politiques pour servir à l'histoire du temps présent. Traduit du persan par l’abbé Rochebrune. Ce livre constitue le premier d'une longue série où Goudar prend le masque de divers « espions » (chinois, français, ottoman…). Ce roman épistolaire constitue également un hommage à l'auteur des Lettres persanes.

### Le retour à Paris (1747-1752)
De retour à Paris, Goudar fréquente la Comédie-Française et les Italiens de l'Opéra-comique. Il écrit et compose un recueil de maximes qu'il intitule Pensées diverses ou Réflexions sur différents sujets, dans le goût de M. de La Bruyère par Ange Goudar, où perce la satire. Sa réputation littéraire est vite établie par de nombreux ouvrages touchant tous les sujets, mais toujours marqués du sceau de la polémique. C'est ainsi qu'en musique, il dénonce le « brigandage » de la musique italienne, et qu'en ce qui concerne ses idées en matière d'économie, il apparaît comme un farouche partisan de la physiocratie.
En décembre 1750, il rencontre pour la première fois Casanova, lors d'une représentation des Fêtes vénitiennes d'André Campra. Durant ce nouveau séjour parisien, Goudar semble être parvenu à se hisser dans les sphères du pouvoir, peut-être grâce à l'entremise de Belle-Isle. Quoi qu'il en soit, en 1752, le gouvernement français le charge d'une mission d'information commerciale – il s'agit en fait d'espionnage industriel – au Portugal, afin de déterminer comment la France pourrait y intervenir afin de concurrencer l'Angleterre.

### La mission portugaise (1752-1754)
Depuis l'intronisation, en 1750, de Joseph Ier de Portugal, le marquis de Pombal s'efforce, en ministre éclairé, de redresser la situation du pays. On ignore si Goudar a alors eu des contacts personnels avec Pombal ; les deux hommes, cependant, partageaient la même anglophobie, et la volonté du ministre de moderniser son pays ne pouvait que séduire Goudar. Surtout, les connaissances de ce dernier concernant les manufactures, le commerce des draps, et l'économie en général, ont pu aider Pombal. Le ministre portugais l'aurait même à ce titre récompensé : Goudar fera en effet figurer plus tard sur le frontispice de ses ouvrages, associé à son nom, le titre de « chevalier » attaché à l'Ordre du Christ du Portugal.
Son séjour portugais permet à Goudar de devenir un véritable économiste. Il se sent capable de porter un regard critique sur n'importe quel pays européen et de proposer des réformes à ceux qui les gouvernent.

### L'exil avignonnais (1754-1757)
De retour en France, Goudar revient à Paris, sans doute pour rendre compte de sa mission. Cependant, il est regagné par sa passion du jeu, et une affaire de tricherie le fait bannir de la capitale. Il se réfugie alors dans le Comtat Venaissin, à Avignon, à l'abri de la justice du roi de France. Il consacre ce séjour à l'écriture. Il prend la défense des manufacturiers du Languedoc en revendiquant la liberté des échanges – avec le Levant, monopole d’une compagnie marseillaise. Il s'attaque à la Ferme générale en publiant, en 1755, un Testament politique de Louis Mandrin, généralissime des troupes de contrebandiers, écrit par lui-même dans sa prison, dans lequel il met en avant les abus commis par les fermiers au nom du roi de France et qui affaiblissent le pays.
En 1756, il publie Les Intérêts de la France mal entendus, dans les branches de l'agriculture, de la population, des finances, du commerce, de la marine et de l'industrie. Le livre, après la guerre de Succession d'Autriche, paraît dans un contexte favorable. La guerre, en effet, a contribué à épuiser les ressources de la France, et le renversement des alliances menant à la guerre de Sept Ans est alors mal perçu par la population. Le pays a besoin de réformes profondes. Le déficit budgétaire ne peut être comblé que par de nouvelles ressources. Goudar propose des idées en matière d'économie et de politique, et critique le clergé et les dépenses royales.
Goudar acquiert ainsi une certaine célébrité, mais il n'a pas obtenu ce qu'il souhaitait : un poste à responsabilité au niveau de l'administration de l'État. Il n'insiste pas et, à partir de ce moment, il donne libre cours à sa verve satirique et à son goût critique.
Dans les derniers mois de 1757, il publie L'Histoire des Grecs, ou de ceux qui corrigent la fortune au jeu, ouvrage qui retrace avec humour l'histoire des tricheurs. Goudar, s'il est lui-même un joueur, est surtout un tricheur. Il n'entend cependant pas dévoiler ses secrets en la matière, ce qui équivaudrait à scier la branche sur laquelle il est assis. Pour lui, la tricherie n'est qu'une conséquence logique du jeu, et elle est devenue officielle à partir de l'instant où le régent Philippe d'Orléans et John Law ont organisé la Banque royale qu'ils tiennent avec la complicité des princes.

### Échec dans les milieux intellectuels (1757-1761)
On ignore quelles ont été les activités de Goudar avant son départ de Paris. Sans doute éprouvait-il de l'amertume de ne pas avoir été reçu dans les milieux intellectuels. Il conservera toute sa vie une vive aversion à l'égard des encyclopédistes, non pas à cause de leurs idées, mais parce que, pour entrer dans leur « coterie », ceux-ci procédaient par cooptation et relations. Goudar n'arrivera pas à y être accepté, sa réputation d'individualiste et de personnage ambigu devant en inquiéter plus d'un. Il reprochera par la suite aux encyclopédistes leur duplicité, notamment concernant le rapport qu'ils entretenaient avec les « monarques éclairés ».
Ange Goudar se remet dès lors au jeu et à l'exploitation des filles, ce qui lui rapporte bien plus que la vente de ses livres. Il commence alors à susciter l'intérêt de Monsieur de Sartine. Le lieutenant criminel s'est fixé comme objectif de nettoyer Paris de ses tripots et autres lieux louches. Il devient urgent pour Goudar de s'éloigner de Paris, et il part alors se refugier en Angleterre, pays libéral et tolérant, où l'on est à l'abri des poursuites et des extraditions.

### L'Angleterre (1761-1764)
À cette époque, Londres fourmille d’espions, les préliminaires de paix devant conduire au Traité de Paris ayant commencé en septembre 1762. Goudar prend contact avec d'autres exilés. Parlant un peu l'anglais et mieux l'italien, il fréquente d'abord la racaille transalpine en exil, puis s'associe à deux individus, avec lesquels il écume les tripots et joue les rabatteurs pour des filles de petite vertu qui leur versent un pourcentage sur les passes.
Goudar retrouve Casanova au début de l'été 1763 à Vauxhall Garden, le plus ancien lieu de plaisirs de Londres. Le Montpelliérain aide Casanova à s'attirer les faveurs des Anglaises dont il ne comprend pas la langue. Goudar fréquente alors une serveuse de brasserie irlandaise de seize ans, nommée Sara.
À la même époque, à Londres, un scandale diplomatique éclate entre le chevalier d’Éon et le comte de Guerchy. Goudar prête sa plume pour deux pamphlets contre le chevalier, Lettre d'un Français à M. le Duc de Nivernais à Paris et une Contre-note, ou Lettre à Monsieur le Marquis de L. à Paris. Après cela, Goudar et Casanova ne se quittent plus, mais le Français en est réduit à jouer les maquereaux ou les écrivains « à gages ».
Il travaille cependant à ce qui constituera son œuvre la plus connue de ses contemporains, L'Espion chinois, qui paraît en 1764, en six tomes. Dans cet ouvrage, il ne se contente pas de critiquer les mœurs, mais entend lever le secret sur la politique des États, sur l'incompétence des ministres, et l'indignité des grands qui gouvernent l'Europe. Goudar fait de L'Espion chinois une véritable machine de guerre contre ceux qui ont ignoré ses propositions de réformes. À la fin de l'année 1764, ou début 1765, Ange et Sara, laquelle est devenue sa maîtresse, embarquent à Londres à destination du continent.

### Le séjour italien avec Sara (1765-1776)
À Naples, Goudar compose une Grammaire française et italienne qui lui permet de donner des leçons de français aux enfants de la noblesse locale. Il livre ensuite un projet de réforme économique pour le royaume de Naples. Grâce aux menées de son mari, Sara séduit Ferdinand, roi de Naples et des Deux-Siciles. Le couple vit alors très confortablement et tient un casino sur le Pausilippe. Mais la reine fait menacer « du Révérend Pere Poignardini » la jeune Irlandaise dont elle a découvert la relation adultère, et elle « lui fit une petite pension à condition qu'elle n'augmenteroit pas la neutralité maritale […] » . Le couple voyage alors en Italie, Rome, Florence, Lucques, république dont il est également chassé puis Venise où ses projets de réformes le mettent encore en difficultés avec les autorités locales. Dans la Cité des Doges, il rédige plusieurs essais sur l'opéra et apparaît comme le seul essayiste français qui porte un jugement positif sur la vie musicale italienne, sachant dépasser les conflits de ses compatriotes. De là il passe à Ferrare, puis à Bologne avant de retourner en Hollande. 

### Dans le Paris révolutionnaire
En 1783, Sara tient une maison de jeu et de rendez-vous. Il passe en Angleterre  lors de l'hiver 1777-1778, puis rentre à Paris. Il retourne à Londres pour effectuer une mission relative à des libelles clandestins en 1783. À cette époque, il sert à la fois les Affaires Étrangères française, la police de Paris, tout en étant attaché au chevalier Zeno, ancien ambassadeur de Venise auprès de la Cour de Versailles. Après s'être séparé de Sara en 1790, il lance un nouveau périodique, L'Espion ottoman avant de mourir dans un état proche de l'indigence l'année suivante.